# Mauritia (palmier)
Pour les articles homonymes, voir Mauritia.
Genre
Classification phylogénétique
Espèces de rang inférieur
- Mauritia carana
- Mauritia flexuosa

Synonymes
- Orophoma   	Drude, (1881)

Mauritia est un genre de la famille des Arecaceae (Palmiers) comprenant des espèces natives de la partie Nord de l'Amérique du Sud.
L'espèce Mauritia flexuosa est largement répandue dans cette zone de l'Amérique du Sud.

## Classification
- Famille des Arecaceae
  - Sous-famille des Calamoideae
    - Tribu des Lepidocaryeae 
      - Sous-tribu des Mauritiinae[1],[2]

Sa tribu comprend deux autres genres : Lepidocaryum et Mauritiella.

## Liens externes

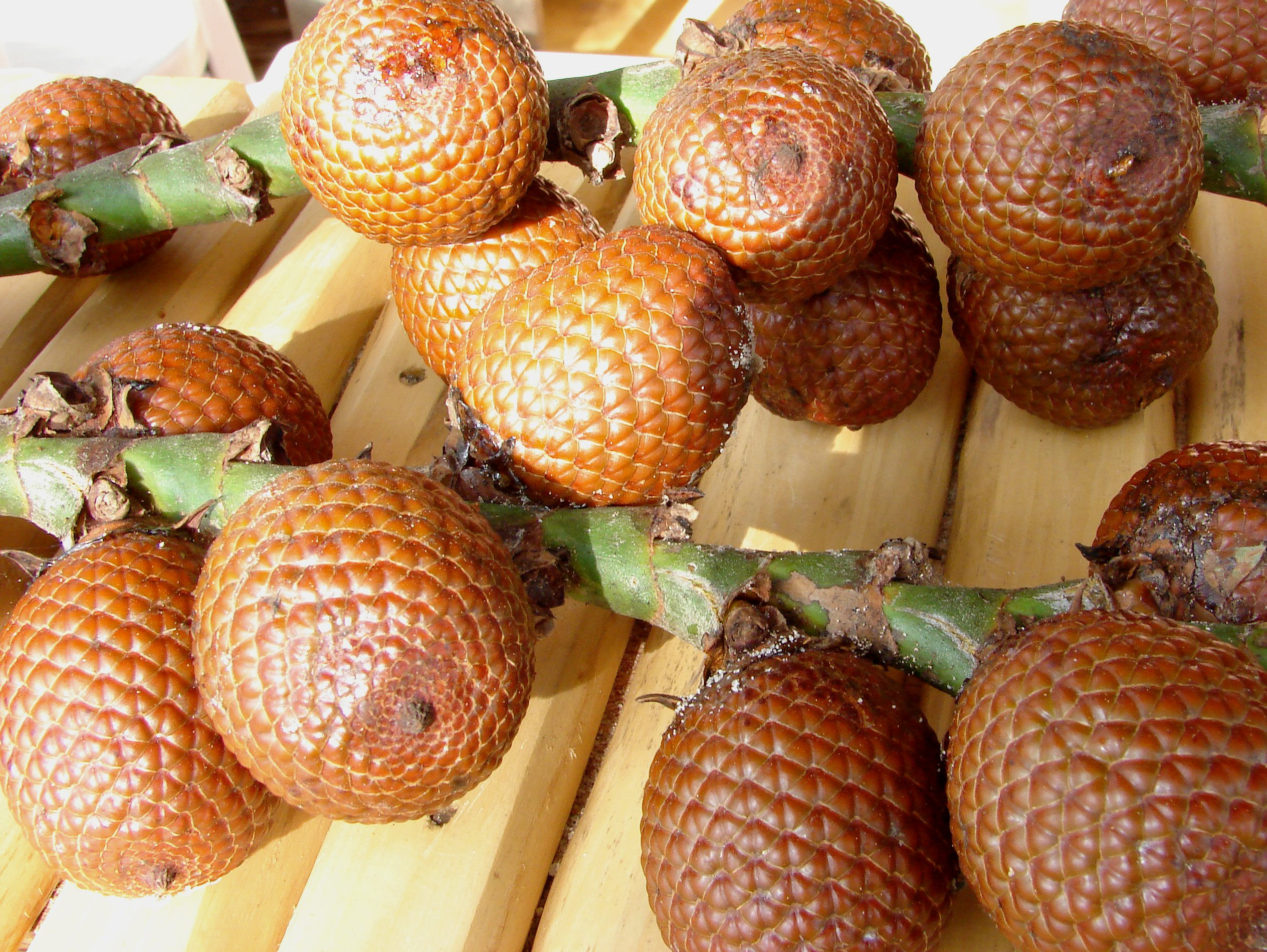
Fruits de Mauritia flexuosa

## Espèces
- Mauritia carana
- Mauritia flexuosa